# Partenie I al Constantinopolului
Partenie I al Constantinopolului, supranumit „Partenie cel Bătrân”, (în greacă Παρθένιος Α΄, transliterat: Parthenios 1; n. secolul al XVI-lea, Ioannina, Epir, Grecia – d. 8 septembrie 1646, Insula Chios, Imperiul Otoman) a fost un cleric ortodox grec, care a îndeplinit funcția de patriarh ecumenic al Constantinopolului din 1639 până în 1644. Partenie a fost patriarh într-o perioadă de schimbări frecvente ale conducătorului Bisericii din Constantinopol sub domnia sultanilor otomani. Spre deosebire de unii dintre predecesorii săi, el a deținut această funcție doar o singură perioadă.

## Biografie
Partenie era originar din orașul grec Ioannina. El a fost ales în 1609 în funcția de mitropolit de Anchialos (azi orașul Pomorie din Bulgaria) și a rămas în post până în 1623, când a devenit mitropolit de Adrianopol. În 1639 a fost ales patriarh al Constantinopolului și l-a lăsat ca succesor pe ucenicul său și viitorul patriarh Partenie al II-lea.
Alegerea lui Partenie în funcția de patriarh al Constantinopolului a marcat o stabilizare temporară a activității Patriarhiei, care fusese influențată semnificativ în ultimele două decenii de escaladarea conflictelor dintre catolici și protestanți, prin intermediul ambasadorilor țărilor apusene la Poarta Otomană. Partenie a preluat funcția de patriarh la 1 iulie 1639, la scurt timp după înlocuirea predecesorului său, Chiril al II-lea Kontares, care era considerat conducătorul facțiunii procatolice. Noul patriarh s-a dovedit a fi un preot erudit care a susținut o politică bisericească moderată și echilibrată.
Situația economică a Patriarhiei Ecumenice era foarte grea la vremea alegerii lui Partenie I, iar patriarhia avea datorii mari față de cămătari, după cum se plângea patriarhul Atanasie Patelarie (1634-1635, 1652). Ca urmare a acestei situații dificile, Partenie a trăit în acea perioadă mai mult din ajutoarele financiare trimise de domnul moldovean Vasile Lupu, care a plătit în mai multe rânduri datoriile patriarhiei față de diverși creditori.

### Disputa cu patriarhul Nichifor
Patriarhul Partenie s-a implicat în conflictul dintre călugării greci ai Bisericii Ortodoxe a Sinaiului și patriarhul Nichifor al Alexandriei, acordându-le călugărilor sinaiți permisiunea de a efectua servicii religioase la Cairo, atunci când Nichifor se afla într-o călătorie în Principatul Moldovei. După ce Nichifor s-a întors la Alexandria, protestele sale l-au determinat pe Partenie să revoce permisiunea pe care o acordase călugărilor sinaiți. Totuși, tensiunile pe acest subiect au continuat între cele două patriarhii.

### Contracararea învățăturilor protestante
În anul 1641 Partenie a convocat un sinod la Constantinopol, la care au fost prezenți opt mitropoliți și patru preoți de rang înalt ai bisericii. La acest sinod Biserica Ortodoxă și-a stabilit propria doctrină a transsubstanțierii, lămurind astfel diferențele față de învățăturile Bisericii Catolice. Clerul fanariot grec a dezaprobat acțiunile patriarhului, acuzându-l de filetism și modernism din cauza introducerii termenului liturgic „transsubstanțiere”. În același an domnul moldovean Vasile Lupu a plătit toate datoriile patriarhale, iar patriarhul Partenie I al Constantinopolului, împreună cu membrii Sf. Sinod al Patriarhiei Constantinopolului, a hotărât ca moaștele Sfintei Parascheva să fie oferite Principatului Moldovei în semn de recunoștință.
În anul următor patriarhul a fost judecat de un tribunal otoman pentru trimiterea unei circulare către un grup de rebeli greci din Insulele Ioniene prin care îi îndemna să-și păstreze patriotismul. Patriarhul Partenie, care se înțelesese anterior cu mitropolitul Petru Movilă al Kievului să afurisească învățăturile calviniste din „Mărturisirea” patriarhului Chiril Lukaris și aruncase anatema asupra predecesorului său, care ar fi căzut în erezie prin scrierile sale ce ar modificat învățătura ortodoxă, a convocat un Sinod de la Iași în perioada 15 septembrie - 27 octombrie 1642, pentru condamnarea învățăturilor protestante (luterane și calviniste) ca incompatibile cu ortodoxia. Scopul acestei adunări a fost să contracareze anumite erori doctrinare catolice și protestante care pătrunseseră în teologia ortodoxă și să ofere o cuprinzătoare declarație ortodoxă cu privire la adevărul credinței. Sinodul a aprobat traducerea greacă a așa-numitei „Mărturisiri ortodoxe” a mitropolitului Petru Movilă, care a fost scrisă pentru a-i proteja pe ruși de încercările de pătrundere a învățăturilor calviniste și catolice. Traducerea grecească a „Mărturisirii ortodoxe” a mitropolitului Petru Movilă (realizată de Meletie Sirigul) a fost aprobată la 11 martie 1643 de patriarhul Partenie, împreună cu ceilalți trei patriarhi și cu episcopii din sinodul său.

### Destituirea și moartea
Reafirmând poziția sa ortodoxă, Partenie a scris în 1643 o scrisoare regelui Franței, Ludovic al XIV-lea, în care a lăsat să se înțeleagă că diferențele dogmatice dintre catolici și ortodocși făceau imposibilă unirea celor două biserici. Cu toate acestea, politica patriarhului Partenie a permis creșterea influenței catolice la Istanbul, cu scopul de a-i combate pe susținătorii învățăturilor procalviniste ale lui Chiril Lukaris. Patriarhul a permis unionistului Pantoleon (Paisie) Ligaridis⁠(en)[traduceți] să înființeze în 1644 o școală greacă și latină la Pera, o primă școală de nivel superior cu caracter umanist. În același an Partenie a fost destituit din funcția de patriarh și în anul următor a fost exilat în insula Cipru. În anul 1646 el s-a întors pe insula Chios, unde, în cele din urmă, se pare că fost ucis prin otrăvire.